# Saleres
Saleres es una localidad y pedanía española perteneciente al municipio de El Valle, en la provincia de Granada, comunidad autónoma de Andalucía. Está situada en la parte meridional de la comarca del Valle de Lecrín. Cerca de esta localidad se encuentran los núcleos de Restábal, Melegís, La Loma, Albuñuelas y Pinos del Valle.

## Historia
Saleres fue un municipio independiente hasta 1972, cuando se fusionó junto con Restábal y Melegís en un solo municipio llamado El Valle, recayendo la capitalidad municipal en el núcleo restabeño.

## Demografía
| Gráfica de evolución demográfica de Saleres entre 1842 y 1970 |
| |
| Población de derecho según los censos de población del INE Población de hecho según los censos de población del INEEn 1972 este municipio desaparece porque se agrupa en el municipio El Valle |

Según el Instituto Nacional de Estadística de España, en el año 2013 Saleres contaba con 165 habitantes censados.